# Sergej Kroesjevski
Sergey Krushevskiy (Russisch: Сергей Крушевский; Tasjkent, 19 mei 1976) is een voormalig Oezbeeks wielrenner. 

## Belangrijkste overwinningen
2001
- 3e en 4e etappe Ronde van Navarra

2002
- Aziatisch Kampioen op de weg
- Oezbeeks kampioen tijdrijden, Elite
- Ronde van de Somme
- 1e op de Aziatische Spelen op de weg

2003
- Oezbeeks kampioen op de weg, Elite
- Oezbeeks kampioen tijdrijden, Elite

2004
- Ronde van de Somme